# Cneminvolvulus longehirtus
Cneminvolvulus longehirtus là một loài bọ cánh cứng trong họ Rhynchitidae. Loài này được Fairmaire miêu tả khoa học năm 1882.